# Rostam e Sohrab

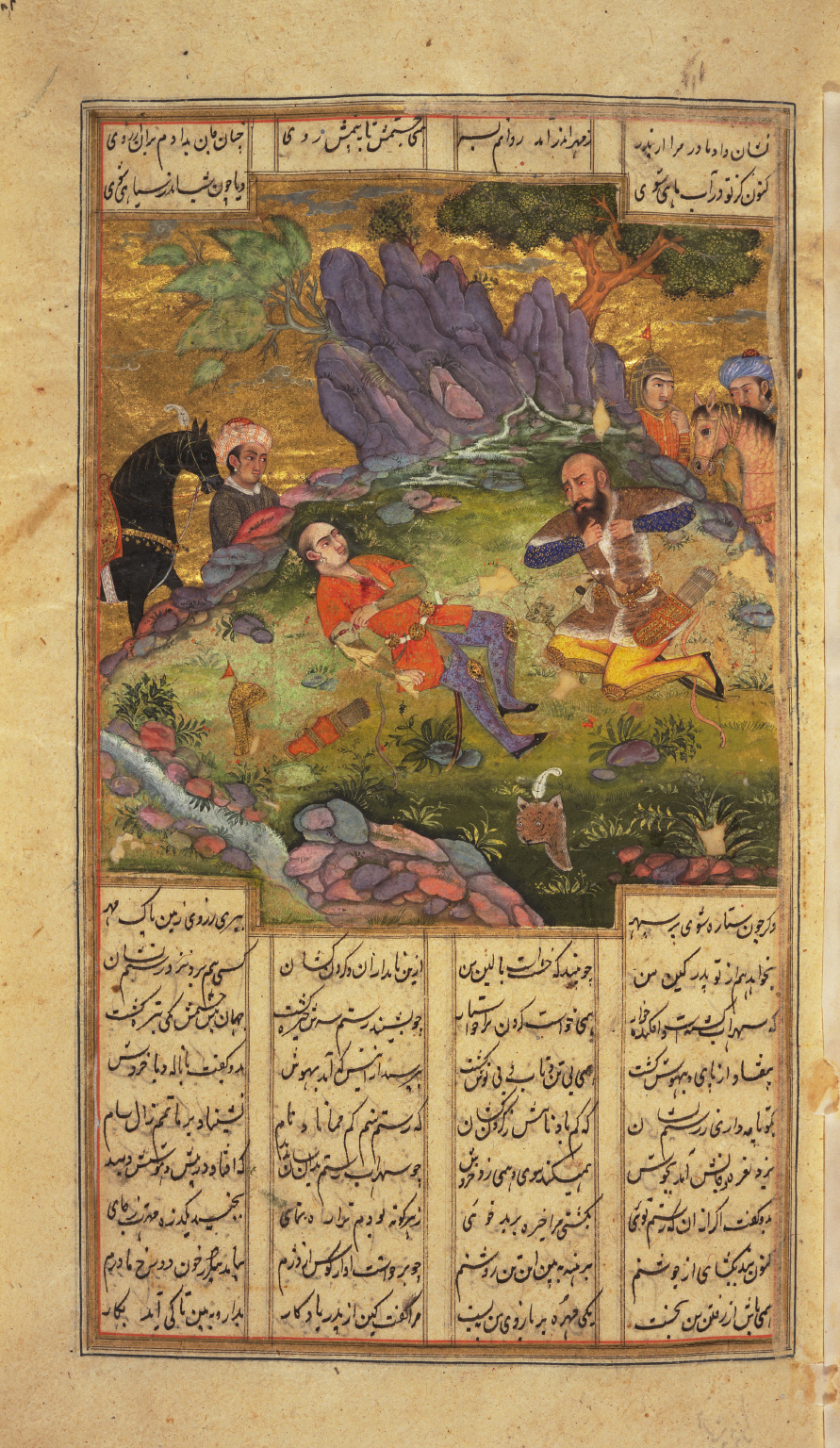
Rostam, distrutto dal dolore, piange accanto al corpo di Sohrab

La Tragedia di Rostam e Sohrab è una leggenda persiana, contenuta nel poema epico del X secolo Shahnameh del poeta Firdusi.

## Trama
Sistan. Rostam, eroe e favorito del re Kaykavous, seguendo le tracce del suo cavallo perduto, Rakhsh, entra nel regno di Samangan dove diventa l'ospite del re. Lì, incontra la principessa Tahmina. Ella entra di notte nella sua stanza e gli chiede se le darà un bambino e, in cambio, riporterà il suo cavallo. Rostam se ne va dopo aver deflorato Tahmina e, improvvisamente, ritrova il cavallo. Prima di andare via, egli le dà due gettoni: se ella concepirà una figlia, dovrà prendere il gioiello e intrecciarlo nei capelli della ragazza, viceversa se sarà maschio, dovrà legarlo sul braccio del ragazzo. Nove mesi dopo, ella concepisce un figlio, che chiama Sohrab. Una nuova guerra tra Persia e Turan scoppia e i due eserciti si preparano per l'imminente battaglia. Sohrab, nel frattempo, è divenuto il miglior guerriero dell'esercito di Turan, ma anche il padre Rostam, intanto, è noto tra la sua gente. Nessun osa, infatti, combatterlo, quindi Sohrab viene mandato ad affrontare il leggendario eroe, ignorando che è, in realtà, suo padre. Sul campo di battaglia, i due combattono per ore, senza conoscere, rispettivamente, il proprio nome e, al termine del combattimento, Rostam trafigge la schiena di Sohrab. Quest'ultimo mostra all'ignaro padre la collana, che egli diede a Tahmina, per proteggere il figlio dalla guerra. Dopo aver scoperto che suo figlio è morto, Tahmina brucia la casa di Sohrab e dà via tutte le sue ricchezze.

## Filmografia
- Sohrab and Rustum, regia di Matthew Arnold (1853)
- Rostam and Sohrab, regia di Loris Tjeknavorian (1988)
- Rustam and Zohrab, regia di Üzeyir Hacıbəyov (1910)
- Rustom O Sohrab, regia di Agha Hashar Kashmiri (1929)
- Rustom Sohrab, regia di Vishram Bedekan (1963)

## Nella cultura di massa
La leggenda e il poema epico Shahnameh vengono menzionati nel romanzo Il cacciatore di aquiloni di Khaled Hosseini e nell'omonimo adattamento cinematografico del 2007.